# Rajah Buayan
Rajah Buayan è una municipalità di quarta classe delle Filippine, situata nella Provincia di Maguindanao, nella Regione Autonoma nel Mindanao Musulmano.
Rajah Buayan è formata da 11 baranggay:
- Baital
- Bakat
- Dapantis
- Gaunan
- Malibpolok
- Mileb
- Panadtaban
- Pidsandawan
- Sampao
- Sapakan (Pob.)
- Tabungao